# Koch Bihar

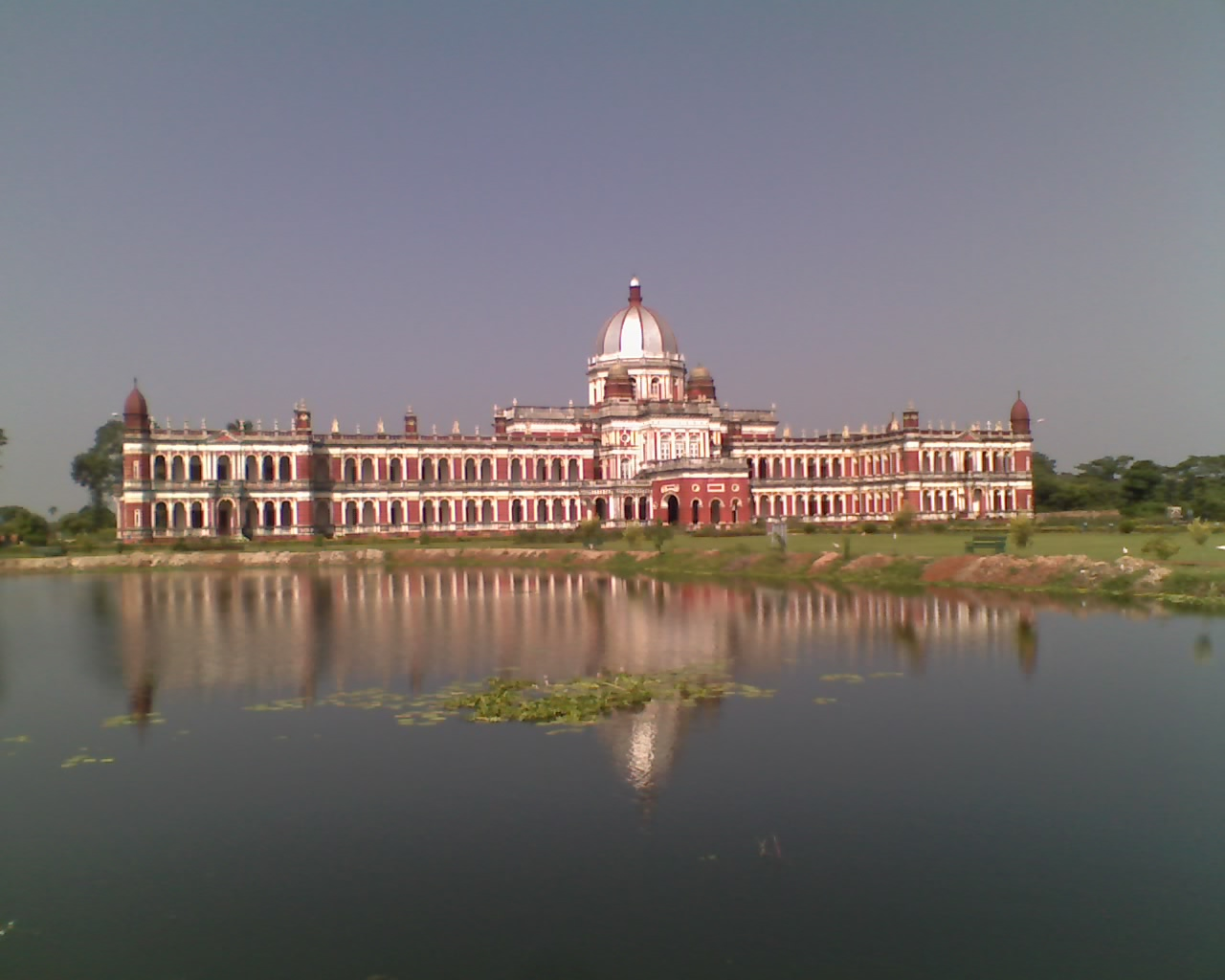
Il Palazzo di Cooch Behar.

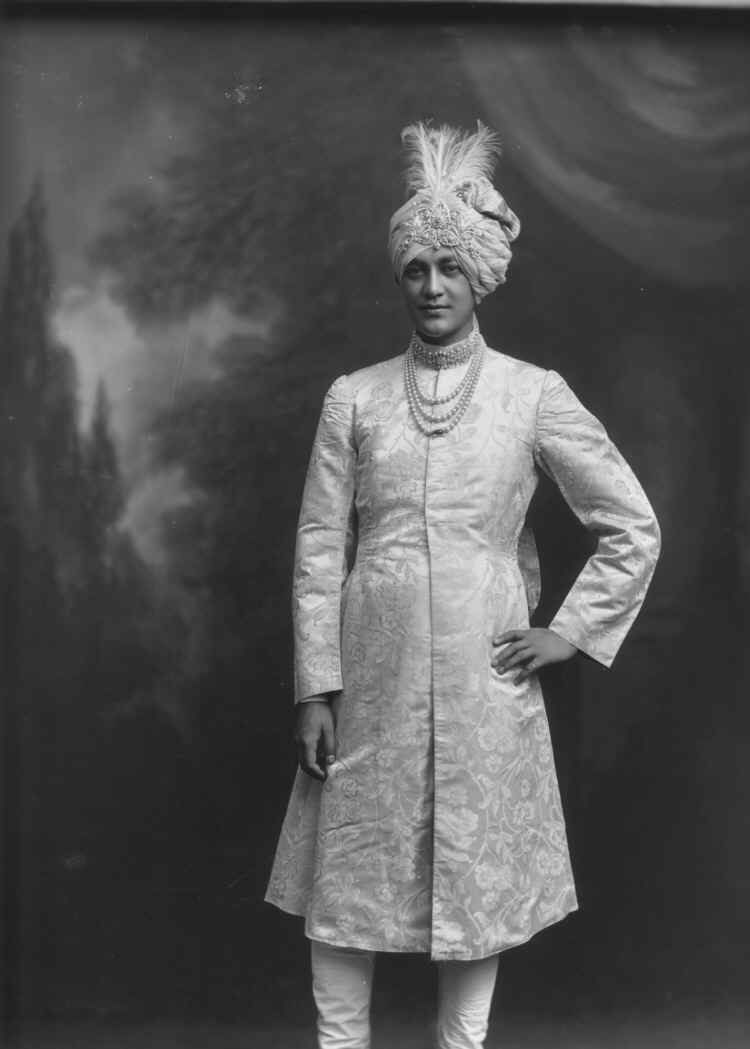
Il maharaja sri sir Jitendra Narayan Bhup Bahadur.

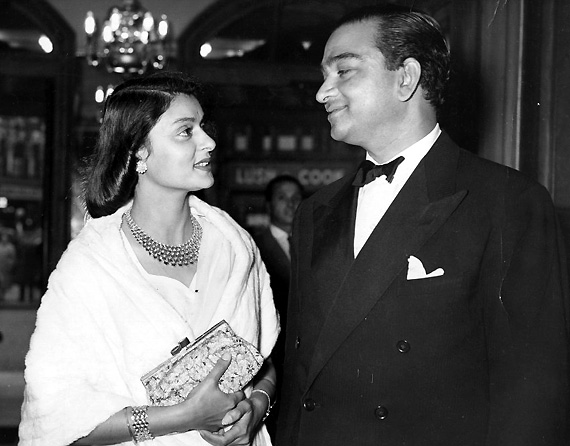
La maharani Gayatri Devi, Rajmata di Jaipur, nata principessa Gayatri Devi di Cooch Behar, col marito Man Singh II, ultimo maharaja dello stato di Jaipur.

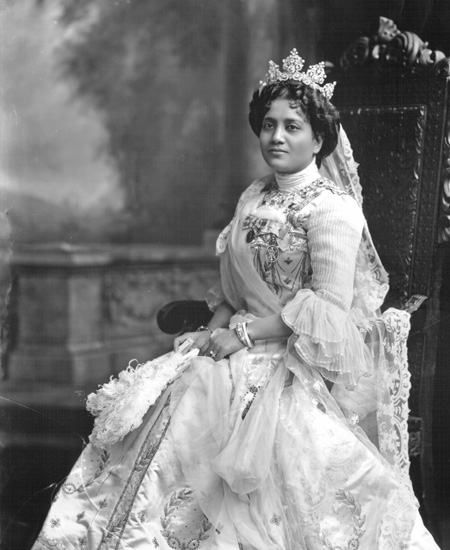
La maharani Suniti Devi

Lo Stato di Koch Bihar (o Cooch Behar) fu uno stato principesco del subcontinente indiano, avente per capitale la città di Behar.
Lo stato si formò quando il regno Kamata si divise alla morte di Nara Narayan nel 1686 sotto la dinastia Koch. La porzione orientale, Koch Hajo, venne presto assorbita da Ahom. La porzione occidentale, Koch Bihar, anche se nominalmente divenne uno stato vassallo dell'Impero moghul intraprese in realtà numerosi contatti con la Compagnia britannica delle Indie Orientali. Lo stato venne assorbito dall'India nel 1949 e divenne parte del Bengala Occidentale. Il distretto attuale di Cooch Behar, prese il nome dall'antico stato.

## Storia

### I primi anni: Il dominio moghul (1587-1680)
Il regno Kamata venne diviso al tempo dei moghul sotto il regno di Akbar che aggressivamente si preoccupò dell'espansione dell'impero. Lo stato presto divenne una dipendenza dell'impero moghul ed iniziò a perdere dei territori a favore degli imperatori locali.
Lakshmi Narayan (1587-1621), figlio di Nara Narayan, fu il primo governante dell'area di Koch Bihar del regno di Kamata, sebbene dimostrò di avere poco peso nell'amministrazione dello stato. Dopo aver perso gran parte dei territori in favore del comandante moghul Ali Kuli Khan, accettò la sovranità dei moghul e la loro difesa in caso di attacchi esterni. Il successivo imperatore moghul, Jahangir, attaccò nuovamente Koch Bihar approfittando della sua debolezza e ne asportò una nuova porzione di territorio attorno a Tripura e Manipur. Lakshmi Narayan si recò dunque a Delhi ed ottenne delle garanzie per il suo stato ed ottenne di stabilire la propria capitale al villaggio di Atharokotha.
Lakshmi Narayan fu patrono delle arti e dell'istruzione, si preoccupò di restauare il tempio di Shiva a Jalpesh, ma non completò la costruzione a causa della sua morte. Influenzato da Madhavdeva, famoso predicatore dell'epoca, decretò l'Ekasarana dharma come religione di stato.
Bir Narayan (1621-1626), figlio di Lakshmi Narayan e suo successore, fu amante dei piaceri e condusse un regno essenzialmente pacifico, sponsorizzando la cultura, l'aristocrazia e gli intellettuali. Il suo successore fu Pran Narayan (1626-1665) ed anch'egli seppe mantenere la pace sino al 1657, quando una lotta per la successione nell'impero moghul tra Aurangzeb ed i suoi fratelli non lo riportò sul primo piano della scena. Pran Narayan colse l'occasione per invadere il Bengala assediando Ghoraghat, centro del potere moghul, nel 1658, e catturando nel 1661 la capitale, Dacca. Ad ogni modo, in quel tempo, Aurangzeb aveva consolidato il proprio potere ed aveva inviato delle armate per invadere Bihar e Assam. Pran Narayan si ritirò verso le montagne ed ingaggiò una guerriglia che perdurò per i successivi tre anni, firmando infine un patto col nawab moghul Shaista Khan nel 1664. Durante il suo governo, lo stato di Bihar si espanse verso Tajhat Baharband Pargana a sud, ottenendo Basakpur presso Khutaghat a est e Bhatgaon con Morang ad ovest.
Il maharaja Pran Narayan ricostruì i templi di Baneswar, Shandeswar ed il tempio di Kamteswari a Gosanimari. Chiamò degli architetti da Delhi a completare il tempio di Jalpesh, ma il lavoro non venne terminato mentre egli era in vita. Costruì strade e ponti ed abbellì notevolmente la capitale, distinguendosi come patrono delle arti.
Madan Narayan o Mod Narayan (1665-1680) che gli succedette dopo un breve scontro coi fratelli, per qualche tempo risentì dell'influsso di Mahi Narayan, già consigliere di suo padre. Dopo una fiera lotta, Madan Narayan ottenne il pieno controllo del governo e Mahi Narayan venne costretto a ritirarsi nel Bhutan. Madan Narayan viaggiò moltissimo nella sua terra e svolse una prima forma di catasto nell'area. Completò la costruzione del tempio di Shiva a Jalpesh, fornendogli anche delle terre per il sostentamento. Assistette i moghul nella guerra contro il Regno di Ahom nel 1666.

### Il dominio bhutanese (1680-1772)
Il crescente potere del Bhutan vide nei tumulti di Behir e nel diminuire dell'autorità dei moghul l'opportunità per espandere la propria influenza dando supporto a quando concorrevano per la conquista del trono di Koch Bihar, e poi cercarono addirittura di annettersi lo stato.
Alla morte di Madan Narayan, defunto senza successori diretti, i figli del nazir Mahi Narayan attaccarono Behir, assistiti dall'esercito del Bhutan. I Raikats di Baikunthapur, imparentati alla lontana con la famiglia reale dell'area del Jalpaiguri, inviarono truppe ed aiutarono a respingere l'esercito del Bhutan verso la ritirata. I Raikats incoronarono per questo Basudev Narayan (1680-1682), il fratello di Madan Narayan, come maharaja e lo aiutarono a ristabilire la pace prima di fare ritorno a casa. Due anni più tardi, Yajna Narayan e Jagat Narayan (figli del nazir Mahi) attaccarono nuovamente Behir con le truppe bhutanesi, catturarono il palazzo e massacrarono la famiglia reale, tra cui lo stesso Basudev Narayan. I Raikats Yogyadev e Bhujdev intervennero nuovamente, sconfiggendo Yajna Narayan in una dura battaglia sulle rive del fiume Mansai. I Raikats incoronarono quindi Mahendra Narayan (1682-1693), nipote di Pran Narayan, di appena cinque anni.
Durante la minore età di Mahendra Narayan, lo stato perdurava nel disordine. I signori dei luoghi di Tepa, Manthana Kakina e Karjirhat rifiutarono il governo di Bihar al posto del pagamento di un tributo diretto ai governanti moghul. Accettarono invece la sovranità (ed il pagamento delle tasse) a Ibrahim Khan. il Faujdar moghul di Ghoraghat e Dacca. I moghul decisero che era quello il momento per attaccare Bihar e, trovandosi senza altra via di scampo, Mehendra siglò un patto con Yajna Narayan e lo nominarono nazir. Aiutato dai bhutanesi, Yajna Narayan combatté i moghul a Patgram ma venne sconfitto. I moghul presero Boda, Patgram e la parte orientale di Pargana nel 1711.
Mahendra Narayan morì all'età di 16 anni. Mentre la linea reale principale si estinse, Rup Narayan (1693-1714), nipote del nazir Mahi Narayan, divenne il prossimo maharaja. Rup Narayan fu un regnante che godette di un grande sostegno popolare, ma fece l'errore di attaccare il Faujdar moghul di Rangpur. Sconfitto, perse Karjihat, Kakina e Fatehpur Chakla, mantenendo solo Boda, Patgram e la parte orientale di Chakla. Poco dopo perse anche questi territori e venne relegato solo Chakla sotto la sovranità moghul. Spostò la sua capitale da Atharokotha al nuovo sito di Guriahati sulla riva orientale del fiume Torsa dove costruì lo splendido tempio di Sri Madan Mohan Thakur.
Upendra Narayan (1714-1763), il successivo governante, non ebbe figli ma adottò Deena Narayan, figlio del dewan Satya Narayan, e gli concesse poteri considerevoli, ma non gli garantì formalmente la successione al trono. Deena Narayan incontrò il Faujdar moghul Md. Ali Khan a Rangpur e si accordò per accettare la supremazia dei moghul in cambio della garanzia di poter mantenere il trono. Md. Ali Khan rifiutò e attaccò lo stato ma venne forzato a ritirarsi dalle armate combinate di Bihar e del Bhutan e venne costretto a ritirarsi a Rangpur. I bhutanesi presero vantaggio della situazione per occupare alcune regioni settentrionali di Bihar. Nell'ultima parte della sua vita, la seconda moglie di Upendra Narayan diede alla luce un figlio maschio, Debendra Narayan (1763-1765), che ascese al trono all'età di quattro anni. Il suo regno fu caotico: i bhutanesi annetterono le terre a nord di Bihar ed il loro ambasciatore nella capitale di Bihar divenne de facto il regnante dello stato. Il giovane maharaja venne assassinato grazie ad un complotto di palazzo guidato da un bramino, che venne poi a sua volta ucciso.
Il 12 agosto 1765 la Compagnia britannica delle Indie Orientali prese il controllo del Bengala. Il maharaja di Bihar venne così costretto a pagare ora i suoi tributi agli inglesi per Boda, Patgram, Panga e altre città minori.
Dopo l'assassinio di Debendra Narayan, Debraj, re del Bhutan, inviò delle truppe ad arrestare Rajguru Ramananda Goswami, capo del complotto di assassinio. La corte di Bihar si accordò per incoronare Dhairjendra Narayan (1765-1770), un cugino di Debendra Narayan. Egli fu ad ogni modo un sovrano fantoccio nelle mani dei bhutanesi: l'ambasciatore del Bhutan Pensuthma rimase il regnante effettivo. Il Bhutan estese il proprio controllo sui territori di Jalpeswar, Mandas, Jalash, Lakshmipur, Santarabari, Maraghat e Bholka. Durante questo periodo vi fu inoltre una carestia su vasta scala. La corte degenerò in intrighi e cospirazioni e Debraj del Bhutan arrestò Dhairjendra Narayan e lo portò nella capitale bhutanese, Punakh, incoronando al suo posto Rajendra Narayan (1770-1772). Dopo un breve "regno", Rajendra Narayan morì di febbre nel 1772, senza aver lasciato eredi.
I bhutanesi tentarono di prendere un controllo diretto sull'area, rubando i gioielli reali, ma la corte si ribellò e nominò quale nuovo sovrano Dharendra Narayan (1772-1775). Pensuthma venne costretto a tornare nel Bhutan, dove il re locale per risposta inviò delle truppe ad invadere Bihar. Dopo alcuni combattimenti, i bhutanesi ripresero il controllo e posero sul trono un nuovo sovrano fantoccio. Alla sua morte prematura, alla fine, i bhutanesi si risolsero a prendere il controllo diretto sullo stato, ponendo guarnigioni nei forti nelle posizioni strategiche. Solo Rupan Singh di Rahimganj Pargana mantenne l'indipendenza.

### L'acquisizione del controllo da parte della Compagnia britannica delle Indie Orientali

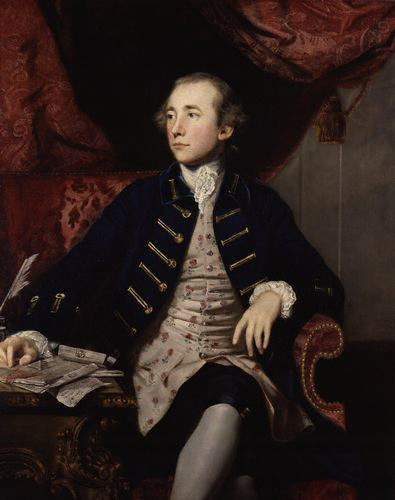
Warren Hastings, primo governatore generale del Bengala

Il maharaja Dharendra Narayan si appellò agli inglesi, governanti del Bengala, per ottenere assistenza per riprendere il suo regno in cambio di lauti pagamenti. Ad ogni modo, il governatore generale Warren Hastings rifiutò i termini dell'offerta e propose invece un accordo secondo il quale il maharaja avrebbe pagato un tributo annuale alla Compagnia in cambio di protezione (de facto un riconoscimento della supremazia inglese sull'area). I britannici inviarono quindi un reggimento comandato dal maggiore Paling da Kalikata (Calcutta/Kolkata) che marciò attraverso il Rangpur verso il Mughalhat, unendosi per strada alle forze di Bihar. Dopo una serie di scontri con le forze del Bhutan, gli inglesi ripresero la capitale (1772) e si spostarono nel Bhutan meridionale.
Non intenzionati a proseguire in un terreno collinare e troppo distante dall'obbiettivo acquisito, gli inglesi negoziarono un accordo di pace (25 aprile 1774) col quale il Bhutan si accordò per retrocedere alla situazione dei confini antecedente al 1730, pagando anche un tributo simbolico di cinque cavalli. Gli inglesi lasciarono una piccola guarnigione a Bihar e si ritirarono col grosso dell'esercito a Rangpur. Quando Dhairjendra Narayan realizzò di aver scambiato un padrone con un altro e che aveva perduto per sempre la sua indipendenza sulle terre della sua famiglia, abdicò in favore di Dharendra Narayan, che regnò sino alla propria morte nel 1775, quando Dhairjendra Narayan riassunse il trono continuando a governare sino al 1783.
Da quel momento in poi sino all'indipendenza indiana, lo stato fu un principato soggetto a sovranità britannica con sovrani come Harendra Narayan (1783 - 1839), seguito da Shivendra Narayan (1839 - 1847) e quindi da Narendra Narayan (1847 - 1863).
L'ultimo regnante siglò l'atto di annessione all'India il 1 gennaio 1950.

## Governanti
I governanti dello stato di Koch Bihar ottennero il titolo di 'Maharaja' dal 1884 oltre ad un saluto onorifico di 13 colpi di cannone a salve.

### Raja
- 1693 - 1714 Rup Narayan                        (m. 1714)
- 1714 - 1763 Upendra Narayana                   (m. 1763)
- 1763 - 12 agosto 1765 Debendra Narayana                  (n. 1759 - m. 1765)
- 1763 - 12 agosto 1765         .... -reggente
- 1765 - 1770 Dhairjendra Narayan (1ª volta)     (m. 1783)
- 1770 - 1772 Rajendra I Narayan                (m. 1772)
- 1770 - 1772 Pensuthma - reggente bhutanese
- 1772 Dharendra Narayan (2ª volta)       (m. 1775)
- 1772 - 1774 Bijendra Narayan                   (m. 1774)
- 1774 - 1775 Dharendra Narayan (2ª volta)
- 1775 - 1783 Dhairjendra Narayan (2ª volta)
- 1783 - 29 maggio 1839 Harendra Narayan                   (n. 1780 - m. 1839)
- 1783 - 1801                .... -reggenti
- 1836 - 1839 Bajendra Narayan - reggente (1ª volta)(m. 1857)
- 29 maggio 1839 - 23 agosto 1847 Shivendra Narayan                  (n. 1796 - m. 1847)
- 23 agosto 1847 -  6 agosto 1863 Narendra Narayan                  (n. 1841 - m. 1863) (titolo personale di Maharaja dal 1862)
- 30 marzo 1847 - 1857 Bajendra Narayan - reggente (2ª volta)
- 1857 - 1860 reggenti
  - - Maharani Vrisundeshwari (f)
  - - Maharani Kameshwari (f)          (m. 1889)
- 6 agosto 1863 - 16 ottobre 1884 Nripendra Narayan                  (n. 1862 - m. 1911) (titolo personale di Maharaja dal 25 febbraio 1880)
- 6 agosto 1863 -  8 novembre 1883 reggenti
  - - Maharani Kameswari (f)
  - - Maharani Vrisundeshwari (f)
  - - Maharani Nistarini Deo (f)

### Maharaja

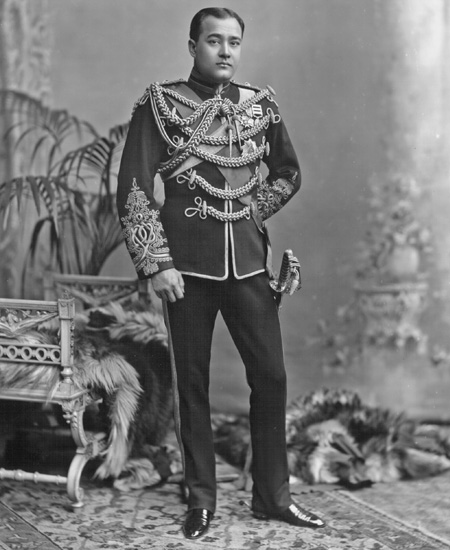
Shri Sir Nripendra Narayan, maharaja di Cooch Behar (1862-1911) in uniforme da ufficiale del 6th Prince of Wales's Bengal Cavalry.

- 16 ottobre 1884 - 18 settembre 1911 Nripendra Narayan        (dal 23 febbraio 1888, Sir Nripendra Narayan)
- 18 settembre 1911 -  1 settembre 1913 Rajendra Narayan                (n. 1882 - m. 1913)
- 1 settembre 1913 - 20 dicembre 1922 Jitendra Narayan                   (n. 1886 - m. 1922)  (dal 1º gennaio 1917, Sir Jitendra Narayan)
- 20 dicembre 1922 - 15 agosto 1947 Jagaddipendra Narayan              (n. 1915 - m. 1970) (dal 14 agosto 1947, Sir Jagaddipendra Narayan)
  - 20 dicembre 1922 - 6 aprile 1936 Maharani Indira Devi Sahiba (f)              (n. 1892 - m. 1968)  -reggente

#### Dewans (primi ministri)
- 1693 - 1714 Satya Narayan
- 1714 - 17.. Kumar Dina Narayan
- c.1738 Kharga Narayan
- 1765 - 1770 Ram Narayan
- 1770 Hareswar Karjee
- 1770 - 17.. Surendra Narayan
- 17.. - 1785?               Kamar Surendra Narayan
- c.1789 Kashi Kanta Lahiri
- 1791 - 1793 Joy Gopal Singh
- 1796 - 1797 Shyam Chandra Chatterjee
- 1797 - 1802 Padma Mochun + Kasinath Lahiri                  (m. 1802)
- 1802 - 1803 Guru Prasad Rai (1ª volta)
- 1803 - 1804 Radha Krishna Lahiri (1ª volta)
- 1804 - 1806 Joy Gopal Singh                    (m. 1806)
- 1806 - 1808 Choa Lal Sarkar                    (m. 1808)
- 1808 - 1811 Radha Krishna Lahiri (2ª volta)
- 1811 - 1816 Guru Prasad Rai (2ª volta)
- 1816 - 1825 Radha Krishna Lahiri (3ª volta)
- 1825 - 1829 Kalichandra Lahiri (1ª volta)
- 1829 - 1842 Ramchandra Lahiri
- 1842 - 1844 Kalichandra Lahiri (2ª volta)
- 1844 - c.1847 Kali Krishna Lahiri
- c.1864 - dicembre 1868 Babu Nil Kamal Sanyal              (m. 1868)
- agosto 1869 - c.1903 Kalika Das Datta (Dutt)            (n. 1841 - m. 19..)